# Saint Paul, Minnesota
Saint Paul là thủ phủ và là thành phố đông dân thứ hai ở tiểu bang Hoa Kỳ Minnesota. Thành phố nằm ở bờ bắc sông Mississippi, đoạn hạ nguồn nhánh giao với sông Minnesota và tiếp giáp với Minneapolis, thành phố lớn nhất ở Minnesota. Được biết đến là "Hai thành phố song sinh", hai thành phố này hình thành nên vùng đô thị Minneapolis-Saint Paul, vùng đô thị lớn thứ 13 ở Mỹ với dân số trên 3.5 triệu người. Theo ước tính năm 2000, Saint Paul có dân số ước tính 287.151 người. Thành phố là quận lỵ của quận Ramsey, quận nhỏ nhất và cũng là quận có mật độ dân số dày đặc nhất ở Minnesota.